# Джейкоб Деверс
Джейкоб Лаукс Деверс (англ. Jacob Loucks Devers; 8 вересня 1887, Йорк, Пенсільванія — 15 жовтня 1979, Вашингтон) — американський воєначальник, генерал армії США (1945). Учасник Першої та Другої світових війн, командувач 6-ї групи армій на Європейському театрі в роки Другої світової війни. Особисто брав участь у розробці та прийнятті на озброєння багатьох видів озброєння, включаючи танки M4 Sherman і M26 Pershing, вантажівку-амфібію DUKW, гелікоптер Bell H-13 Sioux та гвинтівку M16.
Випускник Військової академії 1909 року, Деверс був призначений в польову артилерію. Під час Першої світової війни він був інструктором у Вогневій школі у Форт Сілл, штат Оклахома, і служив у Франції лише після 11 листопада, після підписання перемир'я. У період між двома світовими війнами він був рішучим прихильником механізації та моторизації армії в той час, коли ідея поступового виведення кінноти з поля бою наражалася на затятий опір консервативних артилеристів.
Коли в Європі почалася Друга світова війна, Деверс перебував у Панамі. У жовтні 1940 року він отримав звання генерал-майора і прийняв командування новосформованою 9-ю піхотною дивізією у Форт Брегг, Північна Кароліна, базі, будівництвом якої він керував. У серпні 1941 року призначений начальником бронетанкових сил американської армії, керував розгортанням їх з чотирьох бронетанкових дивізій до шістнадцяти. У травні 1943 року Деверс став командувачем американської армії на Європейського театрі воєнних дій (ETOUSA). Він перебував у постійному конфлікті з генералом Дуайтом Д. Ейзенхауером через перекидання ресурсів ETOUSA на Північноафриканський театр воєнних дій, де керував Ейзенхауер. У січні 1944 року Ейзенхауер змінив його, очоливши ETOUSA, а Деверс вирушив командувати Північноафриканським театром війни на чолі американської армії на цьому театрі дій. Деверс брав участь в організації, плануванні та керівництві операцією «Драгун», вторгненням на південь Франції в серпні 1944 року. Він очолював 6-ту групу армій у Франції та Німеччині до прориву до Рейну, відбивав німецький контрнаступ в операції «Нордвінд», ліквідував Кольмарську «кишеню» та був на чолі значного угруповання під час вторгнення західних союзників до Німеччини. Після війни командував Сухопутними військами армії.

## Біографія
Військова кар'єра
- 11 червня 1909 — другий лейтенант
- 1 квітня 1916 — перший лейтенант
- 15 травня 1917 — капітан
- 1 липня 1920 — майор
- 26 лютого 1934 — підполковник
- 1 липня 1938 — полковник
- 1 травня 1940 — бригадний генерал
- 1 жовтня 1940 — генерал-майор
- 6 вересня 1942 — генерал-лейтенант
- 8 березня 1945 — генерал

### Ранні роки життя
Джейкоб Лаукс Деверс народився 8 вересня 1887 року в Йорку, штат Пенсільванія, у родині Філіпа Деверса, годинникара і партнера ювелірного магазину, і Елли Кейт Лаукс, домогосподарки. Спочатку він здобув освіту в початковій школі Гарфілда в Йорку, з вересня 1901 року продовжив навчання в Йоркській середній школі, яку закінчив в травні 1905 року. У червні 1909 року поступив до Військової академії США. Серед його однокласників були Джордж С. Паттон (46-й), Вільям Худ Сімпсон (101-й) і Роберт Ейчелбергер, які також стали чотиризірковими генералами, а також і Джон Лі (12-е місце) та Делос Еммонс (61-е місце), які стали тризірковими генералами американської армії у Другій світовій війні. 11 червня 1909 року Джейкоб Деверс закінчив Вест-Пойнт, посівши 39-е місце у своєму класі зі 103 кадетів, і отримав звання другого лейтенанта польової артилерії.
Офіцерська служба Деверса розпочалася у 1-му дивізіоні 4-го полку гірської артилерії, що базувався в казармах Ванкувера в штаті Вашингтон. Це був в'ючний артилерійський підрозділ, тобто усі гаубиці, боєприпаси та спорядження перевозили мули. На озброєнні в батареї Деверса перебували застарілі 2,95-дюймові гірські гармати QF. 11 жовтня 1911 року Деверс одружився з Джорджі Хейс Лайон з Арлінгтона, штат Вірджинія.
У грудні 1912 року Деверса відправили назад у Вест-Пойнт, щоб викладати математику. 1 квітня 1916 року отримав звання першого лейтенанта. У серпні був переведений до щойно сформованого 9-го полку польової артилерії, який базувався у Шофілд Барракс на території Гаваїв.

### Перша світова та міжвоєнний час
10 грудня 1917 року його відправили артилерійським інструктором до Вогневої школи у Форт Сілл, штат Оклахома. 15 жовтня 1918 року він став старшим офіцером 9-го полку польової артилерії, його колишнього підрозділу з Гаваїв, який зараз знаходиться у Форт Сілл. У вересні він був призначений командувати 60-м полком польової артилерії, який готувався до перекидання на Західний фронт у Францію, але так і не зайняв цю посаду. Капітуляція Німецької імперії та підписання перемир'я 11 листопада 1918 року завершило бої, а накази були скасовані. Натомість 5 березня 1919 року розчарований Деверс став командиром 1-го полку польової артилерії у Форт Сілл. У травні 1919 року Деверса відправили на тримісячну тимчасову службу до Європи в американській окупаційній армії. Він навчався у французькій артилерійській школі в Треве, вивчаючи гармати, боєприпаси, спорядження та тактику, яку використовували союзники та німці під час війни.
Після п'яти років служби у Вест-Пойнті 3 вересня 1924 року Деверс був обраний для навчання в командно-штабній школі у Форт Лівенворті, штат Канзас, яку закінчив як видатний випускник 28 червня 1925 року. Він зайняв 42-е місце в класі 258, який очолив Дуайт Ейзенхауер. Потім його знову відправили у Форт Сілл на посаду директора артилерійського відділу школи польової артилерії, де він служив до 31 серпня 1929 року. Під час свого перебування на цій посаді Деверсу приписували низку інноваційних тактичних і технічних удосконалень артилерії, включаючи передову методику вогневої підтримки, яку згодом успішно використали під час Другої світової війни. Упродовж міжвоєнного періоду він залишався рішучим прихильником механізації. Ідея поступового виведення коней зустріла сильний опір консервативних артилеристів.
У вересні 1929 року Деверс служив у штабі начальника польової артилерії. 15 серпня 1932 року поступив на навчання до Воєнного коледжу армії у Вашингтоні, який успішно закінчив 29 червня 1933 року. Після цього отримав призначення у Форт-Хойл, штат Меріленд, на посаду начальника штабу 1-ї бригади польової артилерії. Пізніше став командиром 2-го дивізіону 6-го полку польової артилерії. 15 червня 1934 року його відправили до Форт Майєр, штат Вірджинія, поблизу округу Колумбія, командиром 1-го дивізіону 16-го полку польової артилерії.
1 липня 1938 року отримав звання полковника.
На момент початку Другої світової війни у серпні 1939 року Деверс служив у зоні Панамського каналу, де керував будівельними проєктами та іншими покращеннями оборони зони Панамського каналу.
1 травня 1940 року за рекомендацією нового начальника штабу армії генерала Джорджа К. Маршалла та схвалення військовим міністром Генрі Х. Вудрінгом Джейкоб Деверс був підвищений у званні до бригадного генерала. Його підвищення раніше 474 інших полковників зробили його у 52 роки наймолодшим бригадним генералом армії. У липні Деверс був відкликаний до Вашингтона із зони Панамського каналу, перейнявши на себе командування Тимчасовою бригадою в районі округу Колумбія.
1 жовтня 1940 року Деверс отримав звання генерал-майора і очолив новосформовану 9-ту піхотну дивізію у Форт Брегг. Він контролював навчання 9-ї дивізії, одночасно керуючи величезною програмою розширення бази Форт Брегга. Деверс керував базовою та передовою підготовкою піхоти у Форт Бреггу для тисяч військових під його командуванням, регулярної армії, національної гвардії, резервістів і призовників. Під час перебування Деверса на цій посаді на базі Форт-Брегг збільшився з 5400 до 67 000 солдатів. У той же час він розгорнув та організував величезні проєкти щодо будівництва будинків, навчальних закладів і доріг на військовій базі.
1 серпня 1941 року генерал Маршалл призначив Деверса начальником бронетанкових сил, штаб-квартира яких була у Форт-Ноксі, штат Кентуккі. Він відповідав за перевірку, організацію та підготовку бронетанкових дивізій та окремих танкових батальйонів, включаючи весь призначений нетанковий персонал. На момент, коли Деверс прийняв командування, бронетанкові сили мали дві бронетанкові дивізії: 1-шу бронетанкову дивізію у Форт-Полк, штат Луїзіана, і 2-гу бронетанкову дивізію у Форт-Ноксі, і один окремий танковий батальйон, 70-й танковий батальйон у форті Джордж Дж. Мід, Меріленд. Обидві дивізії брали участь у широкомасштабних Луїзіанських маневрах. Незважаючи на певні успіхи, маневри виявили недоліки в тактиці застосування бронетанкових частин, експлуатації бронетехніки та озброєння, а також загальну недостатню боєготовність формувань такого типу. Деверс пояснював велику частину незадовільних результатів погано підготовленими молодшими і штабними офіцерами, але також бачив брак у доктрині застосування бронетанкових військ, що заважає організації взаємодії танків, піхоти та артилерії.

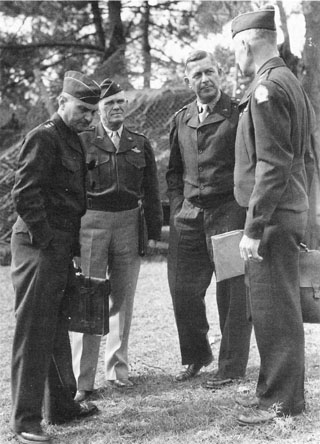
Керівники операції «Енвіл» (зліва направо): американські генерали Айра Ікер, Джон К. Кеннон Деверс і Томас Ларкін. 1944

3 травня 1943 року під час повітряної інспекції військ генерал-лейтенант Френк М. Ендрюс, командувач армії США на Європейському театрі війни (ETOUSA), загинув в авіаційній катастрофі в Ісландії. Маршалл призначив Деверса замість нього командувати ETOUSA, який 9 травня 1943 року прибув до Англії. Головними завданнями командувача було контроль розроблення детальних планів та питання передислокації й зосередження особового складу і техніки для операції «Оверлорд» на Британських островах, а також підтримка комбінованого наступу бомбардувальної авіації. Наприкінці травня 1943 року у Сполученому Королівстві перебувало 133 тис. американських військових, з яких 19 тис. — у сухопутних військах, 74 тис. — у повітряних силах, 34 тис. — у службах постачання. До кінця року їхня чисельність зросла до 774 тис., з яких 265 тис. — у сухопутних військах, 286 тис. — у ПС, 220 тис. — у службах постачання. Готуючи плани «Оверлорда», Деверс тісно співпрацював з начальником штабу Верховного головнокомандувача Об'єднаних сил (COSSAC), британським генерал-лейтенантом Фредеріком Е. Морганом, з яким у нього були хороші робочі відносини.
На конференції в Тегерані в листопаді 1943 року президент Рузвельт призначив Ейзенхауера Верховним головнокомандувачем об'єднаних сил союзників, що готувалися до операції «Оверлорд». Деверс сподівався, що він буде призначений командувачем 1-ї групи армій, але замість цього був відправлений до Середземного моря як командувач американської армії на Північноафриканському театрі війни (NATOUSA). Американські формування на театрі включали 5-у армію генерал-лейтенанта Марка В. Кларка і 7-му армію Джорджа Паттона; 12-ту повітряну армію на чолі з генерал-майором Джоном К. Кенноном; 15-ту повітряну армію генерал-майора Натана Твайнінга; і служби постачання НАТО США на чолі з генерал-лейтенантом Томасом Б. Ларкіним. Ікер прибув разом із Деверсом як головнокомандувач Середземноморськими військово-повітряними силами союзників. 4 січня 1944 року Деверс прибув до штаб-квартири об'єднаних сил (AFHQ) в Алжирі, ставши також заступником Верховного головнокомандувача Об'єднаних сил на Середземноморському театрі під командуванням британського генерала сера Генрі Мейтленда Вілсона. Деверс і Вілсон добре працювали разом, і, незважаючи на адміністративний характер своєї посади, Деверс більшу частину свого часу проводив на фронті.
Постійні невдачі в просуванні в Італії спонукали Об'єднаний комітет начальників штабів союзників відкласти операцію «Енвіл», висадку союзників уздовж узбережжя південної Франції, що збігалася з «Оверлордом». Кларк сказав Деверсу, що ще одна атака на лінію Густава не може бути проведена до травня, а VI корпус не може бути виведений з Анціо, поки це не вдасться. Але планування «Енвіл», розпочате в середині січня, тривало. Маршалл наполягав на тому, що для успішного проведення операції «Енвіл» потрібен досвідчений командир, і коли Паттона не було, Кларк був єдиним слушним кандидатом на цьому театрі війни. 2 березня Деверс призначив Александера Патча замість Паттона командувачем 7-ю армією.
У травні 1944 року в результаті успішного наступу союзників була прорвана лінія Густава, і 4 червня Рим був визволений військами 5-ї армії Кларка. 1 липня Деверс надіслав телеграму Маршаллу з пропозицією сформувати групу армій на чолі із собою. Ейзенхауер погодився з цим 12 липня. Хоча було б досить легко передати 7-му армію до 12-ї групи армій Омара Бредлі, це означало б, що Ейзенхауеру доведеться мати справу з французами, і після його досвіду в операції «Смолоскип» Ейзенхауер вважав за краще дозволити це зробити Деверсу. 16 липня начальник штабу Армії США генерал Маршалл підписав наказ про призначення Деверса командувачем 6-ї групи армій та керівником десантної операції з висадки військ союзників на півдні Франції. Отже, Деверс зараз посідав чотири посади: заступник Верховного головнокомандувача Об'єднаних сил на Середземноморському театрі; командувач американських військ у Північній Африці; Командир штабу передових сил, який був активований 29 липня; і командувач 6-ю групою армій, яку Деверс очолив 1 серпня.
Операція «Драгун» мала приголомшливий успіх. За кілька коротких тижнів французькі та американські війська витіснили німців з південного сходу Франції та 28 серпня захопили великі порти, включаючи Марсель. 15 вересня 1944 року 6-та група армій почала наступати, маючи у своєму складі 7-му американську армію генерала Патча і 1-шу французьку армію генерала Жана де Латтра де Тасіньї. 1-ша французька армія була найбільшою французькою силою, коли-небудь зібраною під керівництвом іноземного полководця. SHAEF Ейзенхауера взяв на себе оперативний контроль над 6-ю групою армій, хоча Деверс зберіг свою власну логістичну систему через Середземне море.
Наступ 6-ї групи армій розвивався успішно: 1-ша французька бронетанкова дивізія досягла Рейну 19 листопада, а 23 листопада 2-га бронетанкова дивізія Леклерка захопила Страсбург. Деверс завдав нищівної поразки 19-й армії генерала Фрідріха Візе, майже знищивши шість з восьми її дивізій. Незабаром унаслідок успішного наступу союзників на захід від Рейну утворилася Кольмарська кишеня, в якій опинилося в оточення значне угруповання військ вермахту. Коли Ейзенхауер і Бредлі відвідали 6-ту групу армій 24 листопада, вони були вражені, побачивши, що Деверс, Патч і Хейсліп енергійно планують переправу через Рейн на початку грудня. Бредлі звернув увагу на грізні оборонні укріплення на дальньому березі, і Деверс сказав йому, що розмовляв з патрулями, які виявили їх порожніми.

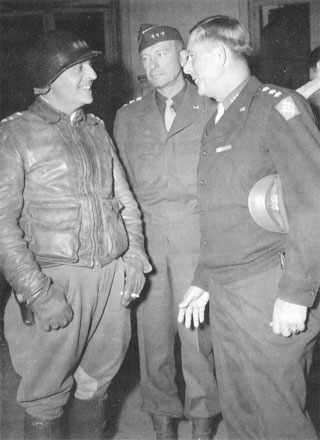
Американські генерали Траскотт, Патч і Деверс

Спроба ліквідувати Кольмарську «кишеню» 15 грудня була відмінена Ейзенхауером, коли сили Бредлі підпали під потужний німецький наступ в Арденнах. За словами бригадного генерала Гаррісона Х. Девідсона, начальника інженерних військ 7-ї армії, цього можна було б повністю уникнути, якби Деверсу було дозволено продовжити переправу через Рейн у грудні. У відповідь на кризову ситуацію, що утворилася на Виступі, Ейзенхауер наказав Деверсу припинити наступальні операції і взяти на себе відповідальність за більшу частину фронту Паттона, дозволивши 3-й армії передислокуватися на північ. Таким чином, 7-ма армія утримувала 203 км фронт силами шести піхотних та двох бронетанкових дивізій. Ейзенхауер наказав Деверсу скоротити свій фронт оборони, але Деверс відмовився від цього, і була бурхлива реакція французів на перспективу покинути Страсбург. 31 грудня 1944 року 7-ма армія стала об'єктом ураження в результаті проведення німцями операції «Нордвінд». У період з 5 по 25 січня 1945 року відбулися ще чотири великі німецькі наступи силами групи армій рейхсфюрера СС Генріха Гіммлера «Верхній Рейн» на позиції 6-ї групи армій Деверса. 7-ма армія зазнала близько 14 000 втрат, але німці не прорвалися, і Страсбург був утриманий. За оцінкою Деверса, Брукс, командир VI корпусу, «вів дуже малою кількістю сил одну з найбільших оборонних битв усіх часів».
Для ліквідації німецького угруповання, що потрапило в Кольмарське оточення, Ейзенхауер відправив п'ять додаткових американських дивізій до 6-ї групи армій, щоб допомогти ліквідувати обложені сили вермахту. Французькі та американські війська остаточно ліквідували Кольмарську кишеню 5 лютого 1945 року. 8 березня 1945 року Деверс отримав звання генерала, випередивши Спаатца, Бредлі та Паттона, ставши другим американським офіцером у Європі після Ейзенхауера.
26 березня 7-ма армія форсувала Рейн і розпочала остаточний наступ на Німеччину. 5 травня 1945 року генерал Герман Ферч беззастережно здав Деверсу групу армій «G». Через два дні Ейзенхауер прийняв загальну капітуляцію німецьких збройних сил у своєму штабі в Реймсі.
Після капітуляції Німеччини 8 травня 1945 року 7-ма армія була передана 12-й групі армій, а 1-ша французька армія повернулася під національний контроль, тому 6-та група армій залишилася фактчино без військ, хоча паралельно Деверс виконував функції командувача 12-ї групи армій за відсутності Бредлі.
У червні 1945 року Деверс був призначений начальником сухопутних військ армії, замінивши генерала Джозефа Стілвелла, який очолив 10-ту армію на Окінаві. Сухопутні війська як і раніше контролювали школи та навчальні центри на території США, але головним завданням керівництва у цей період було демобілізація та координація процесу передислокації військових формувань з Європи до Тихого океану, де продовжувалася війна з Японією, поки вона теж не капітулювала 14 серпня 1945 року.
У листопаді 1945 року Сухопутні війська отримали контроль над шістьма арміями, але в міру того, як демобілізація набирала темпи, чисельність армії різко скоротилася. Однією з реформ, якої він таки досяг, було скорочення кількості родів військ лише до трьох: піхоти, танкових військ та артилерії.
30 вересня 1949 року згідно з правилами того часу, Деверс отримав обов'язкову відставку на свій 62-й день народження. Незабаром Деверс погодився стати керуючим директором Фонду безпеки дорожнього руху Американської автомобільної асоціації. У 1950 році з'явилася краща можливість стати технічним помічником президента Fairchild Aircraft. Він успішно лобіював придбання Fairchild C-123 Provider для потреб Повітряних сил США. Він також був рішучим прихильником гвинтівки Fairchild AR-15, яка, за його словами, була набагато кращою зброєю, ніж армійська гвинтівка M14, яку Деверс назвав «застарілою». Як гвинтівка M16, AR-15 остаточно замінить M14.
Деверс також недовго служив у 1951 році військовим радником Френка П. Грема, посередника ООН у суперечці між Індією та Пакистаном щодо статусу Кашміру. Ейзенхауер, тепер президент, доручив Деверсу представляти державу на церемонії десятої річниці вторгнення на південь Франції в 1954 році, для освячення американського кладовища і меморіалу Епіналь, американського кладовища і меморіалу Рона у Франції, а також пам'ятників на Сицилії й в Італії. У 1960 році, коли Деверс залишав Fairchild, Ейзенхауер попросив його замінити Маршалла на посаді голови Американської комісії з пам'ятників бойових дій. Він залишався на цій посаді до 1969 року. У травні 1964 року він приєднався в ролі консультанта до ряду інших генералів у відставці, включаючи Ікера, Клайда Еддлмана і Мерріла Б. Твайнінга, для спільних навчань «Удар у пустелі», великих військових навчань.
15 жовтня 1979 року Джейкоб Деверс помер в армійському медичному центрі Волтера Ріда і був похований на Арлінгтонському національному кладовищі.